# 韓庚 (春秋)
韓 庚（かん こう、生没年不詳）は、韓荘子（かん そうし）ともいい、春秋時代の晋の卿。
韓庚は韓不信（韓簡子）の子として生まれた。韓不信が死去すると、後を嗣いで韓氏の宗主となった。